# Imprenta en Sevilla
Los primeros testimonios de la imprenta en Sevilla son unas bulas de indulgencia, entre las que destaca la conocida, que debió imprimirse a finales de 1472 o principios de 1473. En los años 1470 trabajaron en la ciudad Diego Sánchez de Cantalapiedra y Alonso de Porras, también instalados en Salamanca. En lo que respecta a obras completas, la primera que vio la luz fue en 1477, año en que Antonio Martínez, Alfonso del Puerto y Bartolomé Segura imprimen Repertorium, de Alonso Díaz de Montalvo.
Uno de los más importantes impresores sevillanos fue Jacobo Cromberger, iniciador de una dinastía de impresores radicados en la ciudad, a comienzos del siglo XVI era también un comerciante. Sevilla era una buena ciudad y era muy importante la existencia de catedrales ya que encargaban grandes ediciones de obras litúrgicas. «Hay constancia de unas 300 ediciones realizadas en Sevilla desde 1501 hasta 1520, mientras que sólo se hicieron 39 en Lisboa». Durante la vida de Cromberger desde 1504 hasta 1528 dominó la industria de tal forma que cerca de los dos tercios de los libros impresos en Sevilla salían de su imprenta. Esto se sabe gracias a que las obras de Jacobo llevaban su firma característica: In magistri Petri Hispani Logicam indagatio. En 1512 vendió algunos pliegos elaborados con grabados de madera así como 2000 «cartyllas de enseñar a leer» a una expedición franciscana que partió para evangelizar a los indios del Caribe. Que se sepa este es el primer contacto con las Indias que se le conoce (y el primero conocido entre un impresor y el Nuevo Mundo).